# 束明神古墳
束明神古墳（つかみょうじんこふん）は、奈良県高市郡高取町佐田にある古墳。形状は八角墳。史跡指定はされていない。
草壁皇子（岡宮天皇、第40代天武天皇皇太子）の真陵に比定する説が知られる。

## 概要
奈良盆地南縁、真弓丘陵南東部の尾根南斜面に築造された古墳である。1984-1985年（昭和59-60年）に発掘調査が実施されている。
墳丘は、斜面を大きく削り直径40メートルの平坦地を整地したうえで、版築によって構築される。墳形は八角形で、対角長約30メートルを測る。埋葬施設は横口式石槨で、南方向に開口する。凝灰岩の切石を積み上げた特殊な石槨で、平面形は長方形、断面形は家形（台形）を呈し、石槨内部には漆塗木棺が据えられたと見られる。石槨内の副葬品は失われているが、人骨片（歯）・鉄釘などが検出されており、石槨周辺では須恵器が出土している。
築造時期は古墳時代終末期の7世紀末頃と推定される。被葬者は明らかでないが、第40代天武天皇皇太子の草壁皇子（岡宮天皇、689年死去）の真陵とする説が知られる。当該時期の終末期古墳としては、大規模な地形改変の点、墳丘・横口式石槨の規模の点で際立った存在として注目される古墳になる。
石槨は調査後に埋め戻され、現在では奈良県立橿原考古学研究所附属博物館の前庭で復元石槨が展示されている。

## 遺跡歴
- 江戸時代末期、陵墓治定を忌避して墳丘・石槨の破壊[3]。
- 1893年（明治26年）の『大和国古墳墓取調書』に記載[3]。
- 1923年（大正12年）の『奈良県高市郡古墳誌』に記載[3]。
- 1978年（昭和53年）、墳丘測量調査（奈良県立橿原考古学研究所）[3]。
- 1984-1985年（昭和59-60年）、発掘調査（奈良県立橿原考古学研究所、1999年に報告書刊行）。

## 埋葬施設
埋葬施設としては横口式石槨が構築されており、南方向に開口する。凝灰岩の切石を積み上げた特殊な石槨で、平面形は長方形で長さ3.06メートル・幅2.12メートル・推定高さ2.50メートルを測る。
石材の切石は、50センチメートル×50センチメートル×30センチメートルの方形である。奥壁は垂直に積み上げるが、側壁は高さ1.27メートル（5段）まで垂直に積んだのち内側約60度に傾斜して積み（推定5段）、断面形は家形（台形）を呈する。床面にも方形切石を二重に敷き、床面のみ漆喰の塗布が認められる。天井部は破壊のため明らかでない。石槨内では鉄釘多数（50本以上）・漆膜片・棺金具が検出されており、漆塗木棺の使用が推測されるほか、大型の釘の出土から木製棺台の存在が示唆される。
石槨内の副葬品は失われていたが、調査では人歯約10本（1体分：青年期から壮年期、性別不明）が検出されている。また石槨周辺で須恵器が出土している。

## 被葬者
束明神古墳の実際の被葬者は明らかでないが、草壁皇子（くさかべのみこ、岡宮天皇）に比定する説が知られる。草壁皇子は第40代天武天皇の第二皇子で、天武天皇10年（681年）に皇太子となったが、持統天皇3年（689年）に早世した人物である。妃の阿閉皇女（第43代元明天皇）のほか、子の文武天皇（第42代）・元正天皇（第44代）、孫の聖武天皇（第45代）、曾孫の孝謙・称徳天皇（第46・48代）は草壁皇子の血縁者であり、天平宝字2年（758年）に「岡宮御宇天皇」の尊号が奉られている。
草壁皇子の墓について、『日本書紀』に記述はない。しかし『万葉集』巻2の柿本人麻呂や舎人の挽歌によって、真弓岡への埋葬が知られる。また『続日本紀』では、天平勝宝7歳（755年）10月21日条に「山科、大内東西、安古、真弓、奈保山東西等山陵」に聖武天皇病気平癒祈願の遣使をしたとあるほか、天平神護元年（765年）10月15日条には称徳天皇が紀伊国に向かう途中で「檀山陵」で儀礼を行い、宇智郡に至ったと見える。『延喜式』諸陵寮では遠陵の「真弓丘陵」として記載され、大和国高市郡の所在で、兆域は東西2町・南北2町で陵戸6烟を毎年あてるとする。
その後所伝を失ったが、幕末に束明神古墳の南にある現陵地の円墳（高取町森）に定められ、現在も宮内庁では「真弓丘陵（まゆみのおかのみささぎ）」として治定している。一方で束明神古墳に比定する説では、地元に草壁皇子の墓とする伝承が残るほか、大規模な地形改変の点、墳丘・横口式石槨の規模の点、文献との一致の点から有力視される。

## 関連施設
- 奈良県立橿原考古学研究所附属博物館（橿原市畝傍町） - 束明神古墳の復元石槨を展示。

## 関連文献
（記事執筆に使用していない関連文献）
- 奈良県立橿原考古学研究所 編『束明神古墳の研究 -奈良県高取町佐田-（橿原考古学研究所研究成果 第2冊）』奈良県立橿原考古学研究所、1999年。
- 『束明神古墳の研究 -奈良県高取町佐田-（高取町文化財調査報告 第18冊）』高取町教育委員会、1999年。